# Championnat de Belgique de football 1995-1996
Navigation
Saison précédente Saison suivante
Le championnat de Belgique de football 1995-1996 est la 93e saison du championnat de première division belge. Le championnat oppose 18 équipes en matches aller-retour. Pour la première fois, une victoire rapporte trois points au lieu de deux jusqu'ici, un partage rapportant toujours un point.
Après le triplé anderlechtois, le titre revient au Club Brugge KV, qui termine la saison avec dix points d'avance sur le club de la capitale et 28 sur un duo constitué de deux équipes surprises, le Germinal Ekeren et le RWDM.
En bas de classement, le KSV Waregem retourne en Division 2 un an après en avoir remporté le titre. Une page se tourne dans l'histoire du club, qui ne remontera plus jamais parmi l'élite jusqu'à sa disparition en 2001. L'autre club relégué est le KSK Beveren, loin de son lustre d'antan. Le R. FC Seraing, en grandes difficultés financières après le retrait de son président-mécène Gérald Blaton, cesse ses activités en fin de saison et est absorbé par le Standard de Liège, qui devient le seul club de la Cité Ardente à évoluer en Division 1.

## Clubs participants
Dix-huit clubs prennent part à ce championnat, soit autant que lors de l'édition précédente. Ceux dont le matricule est indiqué en gras existent toujours aujourd'hui.
| #  | Nom                                           | Mat. | Ville                | Stades                      | Entraîneur        | En D1 depuis (série) | Total en D1 | Saison précédente |
| -- | --------------------------------------------- | ---- | -------------------- | --------------------------- | ----------------- | -------------------- | ----------- | ----------------- |
| 1  | Koninklijke Sportclub Eendracht Aalst         | 90   | Alost                | Pierre Cornelisstadion      | Jan Ceulemans     | 1994-1995 (2e)       | 10e         | 4e                |
| 2  | Royal Sporting Club Anderlecht                | 35   | Anderlecht           | Stade Constant Vanden Stock | Herbert Neumann   | 1935-1936 (59e)      | 65e         | 1er               |
| 3  | Royal Antwerp Football Club                   | 1    | Deurne               | Bosuilstadion               | László Fazekas    | 1970-1971 (26e)      | 90e         | 16e               |
| 4  | Koninklijke Sportkring Beveren                | 2300 | Beveren              | Freethielstadion            | René Desaeyere    | 1991-1992 (5e)       | 36e         | 10e               |
| 5  | Koninklijke Cercle Brugge Sportvereniging     | 12   | Bruges               | Olympiastadion              | Jerko Tipurić     | 1979-1980 (17e)      | 68e         | 15e               |
| 6  | Club Brugge Koninklijke Voetbalvereniging     | 3    | Bruges               | Olympiastadion              | Hugo Broos        | 1959-1960 (37e)      | 74e         | 3e                |
| 7  | Royal Charleroi Sporting Club                 | 22   | Charleroi            | Stade du Mambourg           | Luka Peruzović    | 1985-1986 (11e)      | 32e         | 13e               |
| 8  | Koninklijke Football Club Germinal Ekeren     | 3530 | Ekeren               | Veltwijckpark               | Herman Helleputte | 1989-1990 (7e)       | 7e          | 6e                |
| 9  | Koninklijke Atletieke Associatie Gent         | 7    | Gand                 | Jules Ottenstadion          | Lei Clijsters     | 1989-1990 (7e)       | 57e         | 14e               |
| 10 | Koninklijke Racing Club Harelbeke             | 1615 | Harelbeke            | Forestierstadion            | Henk Houwaart     | 1995-1996 (1re)      | 1re         | Division 2 : 4e   |
| 11 | Royal Standard de Liège                       | 16   | Sclessin             | Stade de Sclessin           | Robert Waseige    | 1921-1922 (72e)      | 77e         | 2e                |
| 12 | Koninklijke Lierse Sportkring                 | 30   | Lierre               | Herman Vanderpoortenstadion | Eric Gerets       | 1988-1989 (8e)       | 59e         | 5e                |
| 13 | Koninklijke Football Club Lommelse Sportkring | 1986 | Lommel               | Stedelijk Sportstadion      | Jos Daerden       | 1992-1993 (4e)       | 4e          | 7e                |
| 14 | Koninklijke Voetbalclub Mechelen              | 25   | Malines              | Achter de Kazerne           | Walter Meeuws     | 1983-1984 (13e)      | 53e         | 11e               |
| 15 | Racing White Daring de Molenbeek              | 47   | Molenbeek-Saint-Jean | Stade Edmond Machtens       | René Vandereycken | 1990-1991 (6e)       | 40e         | 12e               |
| 16 | Royal Football Club Seraing                   | 17   | Seraing              | Stade du Pairay             | Jean Thissen      | 1993-1994 (3e)       | 8e          | 9e                |
| 17 | Koninklijke Sint-Truidense Voetbalverening    | 373  | Saint-Trond          | Stayenveld                  | Wilfried Sleurs   | 1994-1995 (2e)       | 23e         | 8e                |
| 18 | Koninklijke Sportvereniging Waregem           | 4451 | Waregem              | Regenboogstadion            | Aimé Anthuenis    | 1995-1996 (1re)      | 27e         | Division 2 : 1er  |

### Localisation des clubs
| Antwerp FC Ekeren Lierse SK KV Mechelen AA Gent KSK Beveren E. Aalst FC Bruges CS Bruges SV Waregem KRC Harelbeke RSC Anderlecht RWD Molenbeek Lommel Sint-Truidense VV Sporting Charleroi Standard de Liège Seraing |

## Résultats et classements

### Résultats des rencontres
Avec dix-huit clubs engagés, 306 matches sont au programme de la saison.
| Résultats (▼dom., ►ext.)                                   | AAL | AND | ANT | BEV | CSB | FCB | CHA | EKE | AAG | HAR | LIE | LOM | KVM | RWD | SER | STT | STA | WAR |
| K. SC Eendracht Aalst                                      |     | 3-1 | 0-0 | 5-1 | 4-3 | 0-2 | 3-4 | 2-0 | 2-2 | 2-0 | 1-2 | 4-1 | 3-2 | 1-1 | 5-0 | 0-5 | 1-1 | 1-1 |
| R. SC Anderlecht                                           | 4-0 |     | 1-1 | 1-0 | 3-0 | 2-1 | 0-2 | 4-2 | 3-0 | 1-3 | 3-1 | 3-2 | 3-1 | 1-0 | 7-0 | 4-0 | 2-1 | 2-0 |
| R. Antwerp FC                                              | 0-1 | 1-1 |     | 1-1 | 0-1 | 0-2 | 1-0 | 0-2 | 2-1 | 2-3 | 3-1 | 4-1 | 1-2 | 1-1 | 4-2 | 1-1 | 3-2 | 2-0 |
| K. SK Beveren                                              | 0-2 | 0-2 | 4-0 |     | 1-3 | 3-5 | 1-1 | 3-2 | 2-2 | 0-0 | 2-2 | 0-1 | 1-1 | 1-1 | 1-0 | 0-2 | 0-0 | 5-1 |
| K. Cercle Brugge SV                                        | 1-1 | 2-1 | 3-2 | 2-0 |     | 1-2 | 0-2 | 2-2 | 0-0 | 2-1 | 2-3 | 0-1 | 3-2 | 1-1 | 0-0 | 2-1 | 2-3 | 4-1 |
| Club Brugge KV                                             | 1-3 | 2-1 | 2-0 | 3-1 | 2-2 |     | 0-0 | 3-1 | 3-0 | 2-0 | 2-1 | 2-0 | 6-0 | 3-0 | 3-1 | 2-0 | 6-1 | 3-1 |
| R. Charleroi SC                                            | 2-0 | 1-3 | 2-0 | 3-1 | 1-1 | 1-3 |     | 1-1 | 3-3 | 0-0 | 1-1 | 5-0 | 4-2 | 2-2 | 4-2 | 4-0 | 2-2 | 1-0 |
| K. FC Germinal Ekeren                                      | 5-1 | 2-2 | 2-0 | 1-0 | 1-0 | 1-2 | 3-1 |     | 2-0 | 1-1 | 1-1 | 1-2 | 1-0 | 1-0 | 5-0 | 3-1 | 2-0 | 2-0 |
| K. AA Gent                                                 | 3-1 | 1-3 | 1-0 | 3-0 | 1-5 | 0-2 | 1-0 | 0-2 |     | 1-0 | 0-2 | 2-0 | 0-0 | 2-0 | 4-2 | 0-1 | 2-4 | 0-0 |
| K. RC Harelbeke                                            | 2-1 | 0-4 | 3-1 | 1-0 | 0-2 | 0-2 | 4-0 | 1-2 | 0-1 |     | 2-3 | 0-3 | 0-0 | 4-2 | 2-1 | 3-0 | 2-3 | 2-1 |
| K. Lierse SK                                               | 3-1 | 3-2 | 1-2 | 3-1 | 0-1 | 2-2 | 2-1 | 2-1 | 2-3 | 0-1 |     | 3-1 | 0-3 | 1-1 | 4-0 | 3-0 | 0-0 | 1-1 |
| K. FC Lommelse SK                                          | 1-0 | 2-2 | 0-0 | 2-0 | 0-1 | 2-2 | 1-1 | 2-1 | 1-1 | 2-0 | 0-0 |     | 2-1 | 0-1 | 0-1 | 2-3 | 1-0 | 2-1 |
| KV Mechelen                                                | 1-0 | 1-3 | 0-1 | 2-1 | 2-1 | 0-2 | 1-2 | 1-1 | 0-0 | 1-0 | 0-0 | 2-0 |     | 1-1 | 1-4 | 2-0 | 2-0 | 3-0 |
| RWD Molenbeek                                              | 0-0 | 0-0 | 0-0 | 1-0 | 2-2 | 0-0 | 3-1 | 1-0 | 1-0 | 3-1 | 0-0 | 0-2 | 0-1 |     | 4-0 | 2-0 | 3-1 | 4-1 |
| R. FC Seraing                                              | 5-0 | 2-1 | 0-1 | 1-0 | 1-0 | 2-3 | 1-0 | 1-1 | 2-2 | 0-1 | 1-3 | 2-1 | 2-1 | 0-5 |     | 1-2 | 0-0 | 0-2 |
| K. Sint-Truidense VV                                       | 2-2 | 0-5 | 2-3 | 0-2 | 1-1 | 2-4 | 4-1 | 2-1 | 1-0 | 2-0 | 3-1 | 0-2 | 2-2 | 0-1 | 4-1 |     | 3-1 | 1-1 |
| R. Standard de Liège                                       | 2-1 | 2-4 | 1-0 | 2-2 | 4-0 | 1-0 | 2-2 | 0-0 | 1-1 | 2-1 | 2-0 | 1-0 | 2-1 | 1-1 | 3-0 | 1-1 |     | 1-1 |
| K. SV Waregem                                              | 0-0 | 1-4 | 1-1 | 1-4 | 1-1 | 2-5 | 4-1 | 1-0 | 2-2 | 1-2 | 1-3 | 1-3 | 0-1 | 0-1 | 0-3 | 2-1 | 0-4 |     |
| - Victoire à domicile - Match nul - Victoire à l'extérieur |     |     |     |     |     |     |     |     |     |     |     |     |     |     |     |     |     |     |

### Classement final
| Rang | Équipe                | Pts | J  | G  | N  | P  | Bp | Bc | Diff |
| ---- | --------------------- | --- | -- | -- | -- | -- | -- | -- | ---- |
| 1    | CLUB BRUGGE KV C      | 81  | 34 | 25 | 6  | 3  | 84 | 31 | +53  |
| 2    | R. SC Anderlecht T S  | 71  | 34 | 22 | 5  | 7  | 83 | 37 | +46  |
| 3    | K. FC Germinal Ekeren | 53  | 34 | 15 | 8  | 11 | 53 | 37 | +16  |
| 4    | RWD Molenbeek         | 53  | 34 | 13 | 14 | 7  | 43 | 29 | +14  |
| 5    | K. Lierse SK          | 52  | 34 | 14 | 10 | 10 | 54 | 45 | +9   |
| 6    | R. Standard de Liège  | 51  | 34 | 13 | 12 | 9  | 51 | 46 | +5   |
| 7    | R. Charleroi SC       | 50  | 34 | 13 | 11 | 10 | 56 | 52 | +4   |
| 8    | K. Cercle Brugge SV   | 49  | 34 | 13 | 10 | 11 | 51 | 47 | +4   |
| 9    | K. FC Lommelse SK     | 48  | 34 | 14 | 6  | 14 | 40 | 45 | -5   |
| 10   | KV Mechelen           | 44  | 34 | 12 | 8  | 14 | 40 | 46 | -6   |
| 11   | K. RC Harelbeke       | 43  | 34 | 13 | 4  | 17 | 40 | 48 | -8   |
| 12   | K. SC Eendracht Aalst | 42  | 34 | 11 | 9  | 14 | 51 | 58 | -7   |
| 13   | R. Antwerp FC         | 42  | 34 | 11 | 9  | 14 | 38 | 45 | -7   |
| 14   | K. AA Gent            | 41  | 34 | 10 | 11 | 13 | 39 | 49 | -10  |
| 15   | K. Sint-Truidense VV  | 40  | 34 | 11 | 7  | 16 | 47 | 60 | -13  |
| 16   | R. FC Seraing         | 29  | 34 | 8  | 5  | 21 | 38 | 74 | -36  |
| 17   | K. SK Beveren         | 27  | 34 | 6  | 9  | 19 | 38 | 57 | -19  |
| 18   | R. SV Waregem         | 21  | 34 | 4  | 9  | 21 | 30 | 70 | -40  |

Légende
- Champion de Belgique 1996 et qualifié pour la « Ligue des champions » la saison suivante
- Club qualifié pour la « Coupe des vainqueurs de coupe » la saison suivante
- Club qualifié pour la « Coupe UEFA » la saison suivante
- Club qualifié pour la « Coupe Intertoto » la saison suivante
- Club relégué pour la saison suivante
- Club cessant ses activités en fin de saison

Abréviations
T : Tenant du titre 1995

C : Vainqueur de la Coupe de Belgique 1995-1996

S : Vainqueur de la Supercoupe de Belgique 1995

 : club promu de « Division 2 » depuis la saison précédente

### Meilleur buteur
Mario Stanić (Club Brugge KV) avec 20 goals. Il est le 21e joueur étranger différent, le deuxième croate, à remporter cette récompense.

#### Classement des buteurs
Le tableau ci-dessous reprend les 22 meilleurs buteurs du championnat, soit les joueurs ayant inscrit dix buts ou plus durant la saison.
| #   | Pays | Joueur                   | Club                  | Buts | Matches joués |
| --- | ---- | ------------------------ | --------------------- | ---- | ------------- |
| 1.  |      | Mario Stanić             | Club Brugge KV        | 20   | 30            |
| 2.  |      | Christophe Lauwers       | K. Cercle Brugge SV   | 19   | 33            |
| 3.  |      | Gilles De Bilde          | R. SC Anderlecht      | 15   | 28            |
| =.  |      | John Bosman              | R. SC Anderlecht      | 15   | 30            |
| 5.  |      | Marc Wilmots             | R. Standard de Liège  | 14   | 26            |
| =.  |      | Michel Ngonge            | K. RC Harelbeke       | 14   | 31            |
| =.  |      | Patrick Goots            | K. SK Beveren         | 14   | 31            |
| 8.  |      | Francis Severeyns        | R. Antwerp FC         | 13   | 27            |
| =.  |      | Michaël Goossens         | R. Standard de Liège  | 13   | 29            |
| =.  |      | Gunther Hofmans          | K. FC Germinal Ekeren | 13   | 27            |
| =.  |      | Frédéric Pierre          | RWD Molenbeek         | 13   | 32            |
| 12. |      | Zefilho                  | K. Lierse SK          | 12   | 28            |
| =.  |      | Edmilson Paulo da Silva  | R. FC Sérésien        | 12   | 28            |
| =.  |      | Jean-Jacques Missé-Missé | R. Charleroi SC       | 12   | 29            |
| =.  |      | David Paas               | K. SC Eendracht Aalst | 12   | 30            |
| =.  |      | Lorenzo Staelens         | Club Brugge KV        | 12   | 31            |
| =.  |      | Kjetil Rekdal            | K. Lierse SK          | 12   | 34            |
| 18. |      | Yaw Preko                | R. SC Anderlecht      | 11   | 20            |
| =.  |      | Robert Spehar            | Club Brugge KV        | 11   | 22            |
| =.  |      | Gert Verheyen            | Club Brugge KV        | 11   | 25            |
| 21. |      | Edwin van Ankeren        | K. SC Eendracht Aalst | 10   | 18            |
| =.  |      | Sašo Udovič              | K. SK Beveren         | 10   | 27            |

## Récapitulatif de la saison
- Champion : Club Bruges KV (10e titre)
- Troisième équipe à remporter dix titres de champion de Belgique
- 13e titre pour la province de Flandre-Occidentale.

| Région flamande (13)            | Région flamande (13) | Province de Brabant (2)      | Province de Brabant (2) | Région wallonne (3)    | Région wallonne (3) |
| ------------------------------- | -------------------- | ---------------------------- | ----------------------- | ---------------------- | ------------------- |
| Province d'Anvers               | 4                    | Région de Bruxelles-Capitale | 2                       | Province de Hainaut    | 1                   |
| Province de Flandre-Occidentale | 4                    | Province du Brabant flamand  | 0                       | Province de Liège      | 2                   |
| Province de Flandre-Orientale   | 3                    | Province du Brabant wallon   | 0                       | Province de Luxembourg | 0                   |
| Province de Limbourg            | 2                    |                              |                         | Province de Namur      | 0                   |

1. ↑  Au niveau footballistique, la province de Brabant est toujours unitaire malgré sa partition territoriale en 1995.

### Admission et relégation
Le K. SV Waregem et le K. SK Beveren terminent aux dernières places et sont relégués. L'absorption du R. FC Seraing par le Standard de Liège offre une troisième place de montant en Division 2. Ces trois clubs sont remplacés par le K. SC Lokeren, champion de deuxième division, le K. RC Genk, vice-champion et le Royal Excelsior Mouscron, vainqueur du tour final.

### Débuts en Division 1
Un club fait ses débuts dans la plus haute division belge. Il est le 66e club différent à y apparaître.
- Le K. RC Harelbeke est le 9e club de la province de Flandre-Occidentale à évoluer dans la plus haute division belge.

### Bilan de la saison
| Championnat de Belgique de football 1995-1996 |                                           |
| Champion                                      | Club Brugge KV (10e titre)                |
| Dauphin                                       | R. SC Anderlecht                          |
| Coupes et trophées                            |                                           |
| Vainqueur de la Coupe de Belgique 1995-1996   | Club Brugge KV                            |
| Vainqueur Supercoupe de Belgique 1995         | R. SC Anderlecht                          |
| Qualifications continentales                  |                                           |
| Ligue des champions de l'UEFA 1996-1997       | Club Brugge KV (Tour préliminaire)        |
| Coupe des vainqueurs de coupe 1996-1997       | K. Cercle Brugge SV (Seizièmes de finale) |
| Coupe UEFA 1996-1997                          | R. SC Anderlecht (32es de finale)         |
| Coupe UEFA 1996-1997                          | K. FC Germinal Ekeren (32es de finale)    |
| Coupe UEFA 1996-1997                          | RWD Molenbeek (32es de finale)            |
| Coupe Intertoto 1996                          | K. Lierse SK (Premier tour)               |
| Coupe Intertoto 1996                          | R. Standard de Liège (Premier tour)       |
| Coupe Intertoto 1996                          | R. Charleroi SC (Premier tour)            |
| Promotions et relégations                     |                                           |
| Promus en Division 1                          | K. SC Lokeren                             |
| Promus en Division 1                          | K. RC Genk                                |
| Promus en Division 1                          | Royal Excelsior Mouscron                  |
| Relégués en Division 2                        | K. SV Waregem                             |
| Relégués en Division 2                        | K. SK Beveren                             |